# Andra
Alexandra Irina Măruţă, művésznevén Andra (Aranyosgyéres, 1986. augusztus 23. –) román televíziós személyiség, valamint pop- és R&B-énekes. Első kislemeze Andra címmel 2001-ben jelent meg, már 14 éves korában.

## Diszkográfia

### Albumok
- Andra (2001) – Nova Music
- Dragostea mea (2002) – Nova Music
- Vreau sărutarea ta feat. Tiger One – (2003) – CatMusic
- Vreau sărutarea ta  (remake) – (2004) – CatMusic
- Rămâi cu mine (2005) – CatMusic
- Best of (2007) – CatMusic
- De la frate la soră – (2007) – MediaProMusic
- Vis de iarnă  – (2007) – MediaProMusic
- Dragostea rămâne – (2008) – MediaProMusic
- Album de familie  – (2008) – MediaProMusic
- Iubește-mă astăzi, Iubește-mă mâine – (2009) – MediaProMusic
- Inevitabil va fi bine (2013) – MediaProMusic[6]
- Pregătește-te pentru sărbători – Lidl- Mango Records, MediaPro Music (2013)[7]
- Iubirea schimbă tot (2017)

## Fordítás
- Ez a szócikk részben vagy egészben  az   Andra című román Wikipédia-szócikk ezen változatának fordításán alapul.  Az eredeti cikk szerkesztőit annak laptörténete sorolja fel. Ez a jelzés csupán a megfogalmazás eredetét és a szerzői jogokat jelzi, nem szolgál a cikkben szereplő információk forrásmegjelöléseként.